# Hyles incompleta
Hyles incompleta är en fjärilsart som beskrevs av Tutt 1904. Hyles incompleta ingår i släktet Hyles och familjen svärmare. Inga underarter finns listade i Catalogue of Life.